# 加藤浩晃
加藤 浩晃（かとう ひろあき、1981年6月19日 - ）は、日本の医師、経営者、事業家、元厚生労働省医系技官。
デジタルハリウッド大学大学院特任教授。東京医科歯科大学臨床教授。
アイリス株式会社共同創業者・取締役副社長CSO、MRT株式会社社外取締役、株式会社メディカルネット社外取締役。
『医療4.0』や『デジタルヘルストレンド』シリーズの著者。

## 経歴
1981年、福井県福井市出身。福井大学教育学部附属中学校、福井県立藤島高等学校を経て、2001年に浜松医科大学医学部へ入学。
2007年に医師免許取得後、同年から京都府立医科大学附属病院にて初期臨床研修を行った。
2009年に京都府立医科大学眼科学教室に入局。
2013年に眼科専門医を取得。白内障手術や緑内障手術など1500件以上の手術を執刀し、2014年に白内障手術器具「二刀流チョッパー（加藤式核分割チョッパー）」を開発。また、2014年より医師向けの眼科診療相談サービスを開始、2015年に株式会社エクスメディオに事業譲渡とともにChief Medical Officerに就任し、眼科DtoD遠隔医療サービス「メミルちゃん」としてリリースした。
2016年に、厚生労働省に入省し、医政局研究開発振興課治験推進室室長補佐として、医薬品や医療機器の研究開発政策に従事する。臨床研究法の立案や臨床研究中核病院の審査管理、認定倫理委員会の整備の他に厚生労働省初の医療ベンチャー政策として医療技術実用化総合促進事業での医療系ベンチャー育成支援プログラムや臨床研究中核病院でのベンチャー窓口設置を立案した。
2017年に厚生労働省を退職後、MRT株式会社の社外取締役や株式会社CureAppのChief Medical Officerに就任し、オンライン診療「ポケットドクター」や治療用アプリ「CureApp SC ニコチン依存症治療アプリ及びCOチェッカー」の開発・治験導入を行う。同年10月には規制改革推進会議に登壇し、オンライン診療の診療報酬化と患者の診療場所についての規制改革を訴え、職場でのオンライン診療の受診可能の明確化や2018年からのオンライン診療の診療報酬新設につながった。
2017年11月に救急専門医の沖山翔とともに、AI医療機器開発のアイリス株式会社を共同創業、取締役CSO（Chief Strategy Officer）に就任、2019年より副社長。
2022年4月にはAI医療機器として日本初の新医療機器としてインフルエンザ診断支援AIの「nodoca（ノドカ）」が医療機器承認。同年11月にはnodocaによるインフルエンザAI診断がAI医療機器としては初の保険適用となった。
また2017年からは一般社団法人iEducationにて医療・ヘルスケア関連の新規事業開発支援を再開した。「医療現場」「医療制度」「ビジネス」の3領域を経験し、新規事業開発の専門家として特にデジタルヘルス、ヘルステック領域の支援を得意とする。
同じく2017年からは霞が関で行政担当者と医療ベンチャー企業の社長が一堂に会するミートアップイベント「Japan Health Meetup」や全国から200名以上が参加するオンラインコミュニティの「ヘルスケアビジネス研究会」を主宰している。
2018年より厚生労働省ベンチャー支援（MEDISO）アドバイザー、2019年より経済産業省Healthcare Innovation Hubアドバイザー。同年からは経済産業省主催のジャパン・ヘルスケアビジネスコンテスト（JHeC）で最終審査員も務める。
2022年4月には自ら医療DXのモデルを実践するために東京・銀座に「THIRD CLINIC GINZA」というクリニックを開院した。

## 略歴
- 2007年 浜松医科大学 医学部医学科 卒業
- 2009年 京都府立医科大学 眼科学教室 医員
- 2016年 厚生労働省医政局 研究開発振興課 治験推進室 室長補佐
- 2017年 デジタルハリウッド大学大学院 客員教授
- 2017年 MRT株式会社 社外取締役（-現在）
- 2017年 アイリス株式会社 共同創業者/取締役副社長（-現在）
- 2018年 厚生労働省 医療ベンチャー支援（MEDISO）アドバイザー（-現在）
- 2019年 東京医科歯科大学 臨床准教授
- 2019年 経済産業省 Healthcare Innovation Hub アドバイザー（-現在）
- 2019年 千葉大学 メドテック・リンクセンター 客員准教授（-現在）
- 2019年 株式会社メディカルネット 社外取締役（-現在）
- 2020年 デジタルハリウッド大学大学院 特任教授（-現在）
- 2021年 一橋大学大学院 金融戦略・経営財務MBA
- 2022年 東京医科歯科大学 臨床教授（-現在）

## 役職
- 厚生労働省　情報通信機器を用いた診療に関するルール整備に向けた研究班 委員（2017年）[14]
- 日本遠隔医療学会　遠隔診療モデル研究分科会会長（2017年 - 2021年）
- 日本医療ベンチャー協会　理事（2017年 - 現在）[15]
- デジタルハリウッド大学大学院　客員教授（2017年 - 2019年）
- 東北大学大学院 眼科学教室　非常勤講師（2017年 - 現在）
- 日本遠隔医療学会　幹事会員・運営委員（2018年 - 現在）[16]
- 産業技術総合研究所　AIコンソーシアム　医用画像WG 委員（2018年 - 2020年）
- 厚生労働省　医療ベンチャー支援（MEDISO）非常勤アドバイザー（2018年 – 現在）[17]
- 総務省　在宅患者向け遠隔診療の普及促進に向けた有識者会議 委員（2018年）
- 経済産業省　J-Startup推薦委員（2018年 – 現在）[18]
- 日本眼科学会　戦略企画会議第5委員会「次世代医療（AI、ビッグデータ、遠隔医療）」委員（2018年- 現在）[19]
- 東京医科歯科大学　臨床准教授（2019年 - 2021年）
- 千葉大学　メドテック・リンクセンター　客員准教授（2019年 - 現在）
- 横浜市立大学医学部　非常勤講師（2019年 - 現在）
- 経済産業省　第四次産業革命時代におけるヘルスケアサービス提供分野のDXに関する調査研究会 委員（2019年- 2020年）
- 医療機器産業研究所　デジタルヘルスの進歩を見据えた医療技術の保険償還のあり方に関する研究会 委員（2019年- 2020年）[20]
- 経済産業省　Healthcare Innovation Hub　アドバイザー（2019年- 現在）[21]
- 経済産業省　ジャパン・ヘルスケアビジネスコンテスト（JHeC） 最終審査員（2019年- 現在）[22]
- 東京都医師会　医療情報検討委員会　委員（2019年 – 現在）
- LINK-J（一般社団法人ライフサイエンス・イノベーション・ネットワーク・ジャパン）サポーター（2019年 – 現在）[23]
- デジタルハリウッド大学大学院　特任教授（2020年 - 現在）
- 神戸大学医学部　非常勤講師（2020年 - 現在）
- AMED　医工連携イノベーション推進事業（ベンチャー育成）　審査委員（2020年- 現在）[24]
- 日本眼科AI学会　評議員（2020年- 現在）[25]
- 日本眼科学会　戦略企画会議第2委員会　イノベーション促進委員会　委員（2020年- 2021年）
- AMED　セルフケアを支える機器・ソフトウェア（プログラム）に関する検討委員会　委員（2020年- 2021年）
- 神戸市　「神戸デジタルヘルス構想」ステアリングコミッティ　委員長（2021年- 2022年）
- 厚生労働科学研究「国際整合性を踏まえたプログラムの医療機器該当性判断に係る論点抽出のための研究」研究協力者（2021年- 2022年）[26]
- AMED　セルフケアを支える機器・ソフトウェア（プログラム）開発WG　委員（2021年- 2022年）
- AMED　医工連携イノベーション推進事業 有識者検討会　委員（2021年- 2022年）
- 東京医科歯科大学　臨床教授（2022年 - 現在）
- 厚生労働科学特別研究事業　「プログラムの医療機器該当性に関するガイドライン改定に向けた研究」研究協力者（2022年- 現在）

## 著書
- 『加藤浩晃のセンターはこれだけ！数学Ⅰ・A』（文英堂　2005年）
- 『加藤浩晃のセンターはこれだけ！数学Ⅱ・B』（文英堂　2005年）
- 『加藤浩晃のセンターはこれだけ！数学Ⅰ・A（新装版）』（文英堂　2007年）
- 『加藤浩晃のセンターはこれだけ！数学Ⅱ・B（新装版）』（文英堂　2007年）
- 『国試ナビ　必修･禁忌』（MEC出版　2007年）
- 『医師国家試験　必修対策ハンドブック』（MEC出版　2008年）
- 『ポリクリポケットブック』（MEC出版　2009年）
- 『医師国家試験　必修対策ハンドブック　第2版』（MEC出版　2009年）
- 『眼科検査Note』（メディカ出版　2010年）
- 『ポリクリポケットブック　第2版』（MEC出版　2010年）
- 『眼科点眼薬Note：ジェネリックがわかる！市販薬もわかる！』（メディカ出版　2012年）
- 『眼科疾患Note：病気がわかる！カルテもわかる！』（メディカ出版　2013年）
- 『改訂2版　眼科点眼薬Note：ジェネリックがわかる！市販薬もわかる！』（メディカ出版　2015年）
- 『プライマリケア医＆救急医のための眼科診療ガイド』（メディカ出版　2015年）
- 『改訂3版　眼科点眼薬Note：ジェネリックがわかる！市販薬もわかる！』（メディカ出版　2018年）
- 『医療4.0　第4次産業革命時代の医療』（日経BP　2018年）
- 『改訂4版　眼科点眼薬Note：ジェネリックがわかる！市販薬もわかる！』（メディカ出版　2020年）
- 『歯科オンライン診療の現在―ニューノーマル時代の診療スタイル』（インターアクション　2021年）
- 『デジタルヘルストレンド2021：「医療4.0」時代に向けた100社の取り組み』（メディカ出版　2021年）
- 『改訂5版　眼科点眼薬Note：ジェネリックがわかる！市販薬もわかる！』（メディカ出版　2022年）
- 『デジタルヘルストレンド2022：「医療4.0」時代に向けた111社の取り組み』（メディカ出版　2022年）
- 『医療4.0 実践編　これからのヘルステック戦略』（日経BP　2022年）
- 『医療と算盤: 2035年の医療崩壊を避け、2040年の医療を創る思考法』（メディカ出版　2025年4月）[27]　ISBN 978-4840487634
- 『休養ベスト100　科学的根拠に基づく戦略的に休むスキル』（日経BP　2025年6月）[28]　ISBN 978-4296208074